# Leptogaster cingulipes
Leptogaster cingulipes är en tvåvingeart som beskrevs av Walker 1849. Leptogaster cingulipes ingår i släktet Leptogaster och familjen rovflugor. Inga underarter finns listade i Catalogue of Life.